# Григішкес
Гри́гішкес (лит. Grigiškės, альт. укр. Григорово, пол. Grzegorzewo, біл. Грэгарава) — місто у Вільнюському повіті Литви, адміністративний центр Григішкеського староства (сянюнії, лит. Grigiškių seniūnija). Входить у склад Вільнюського міського самоуправління — єдиного із семи міських самоуправлінь Литви (лит. miesto savivaldybė), що включає в себе два міста, і взагалі більше одного населенного пункта.

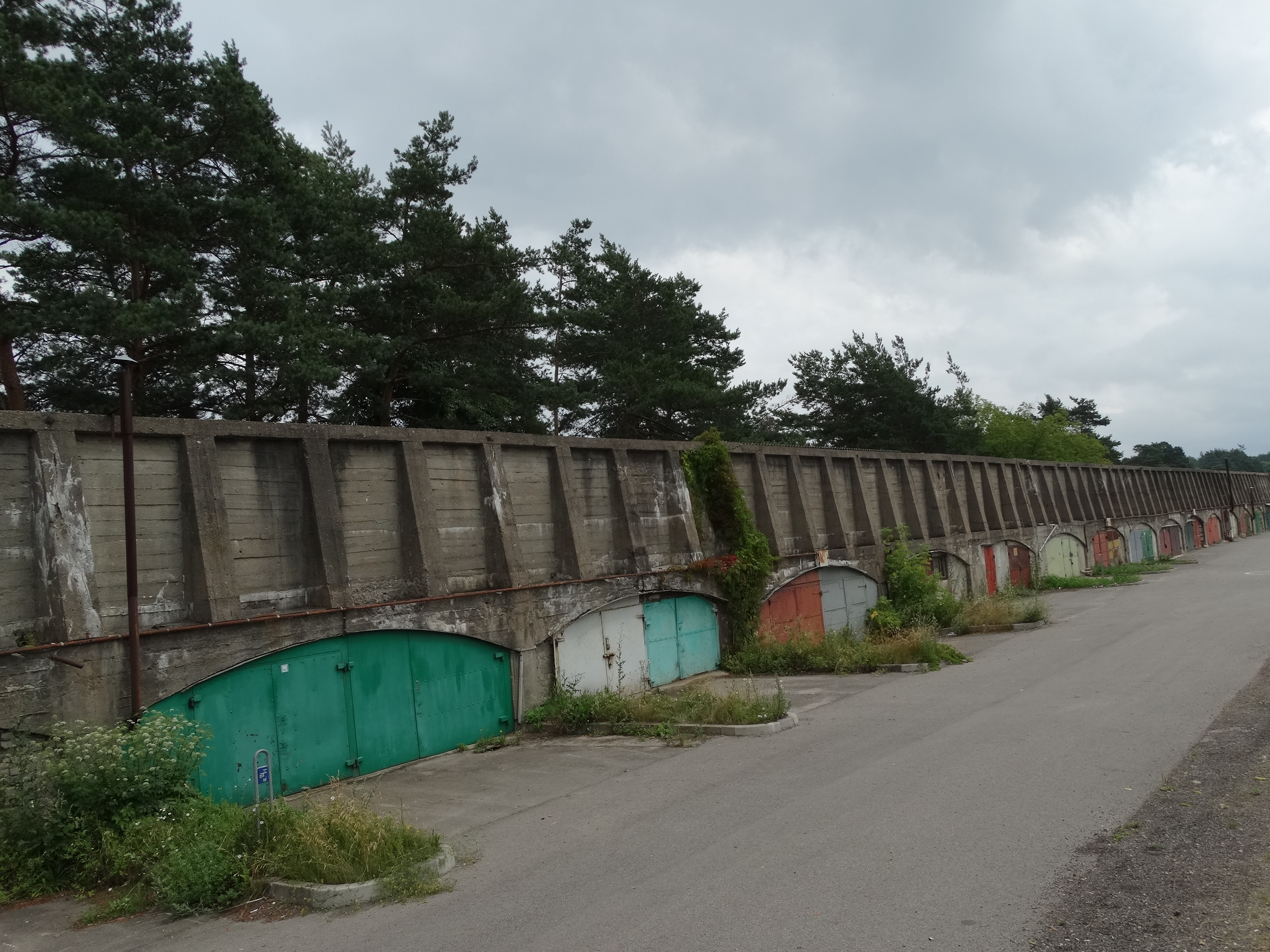
Григішкеський акведук.

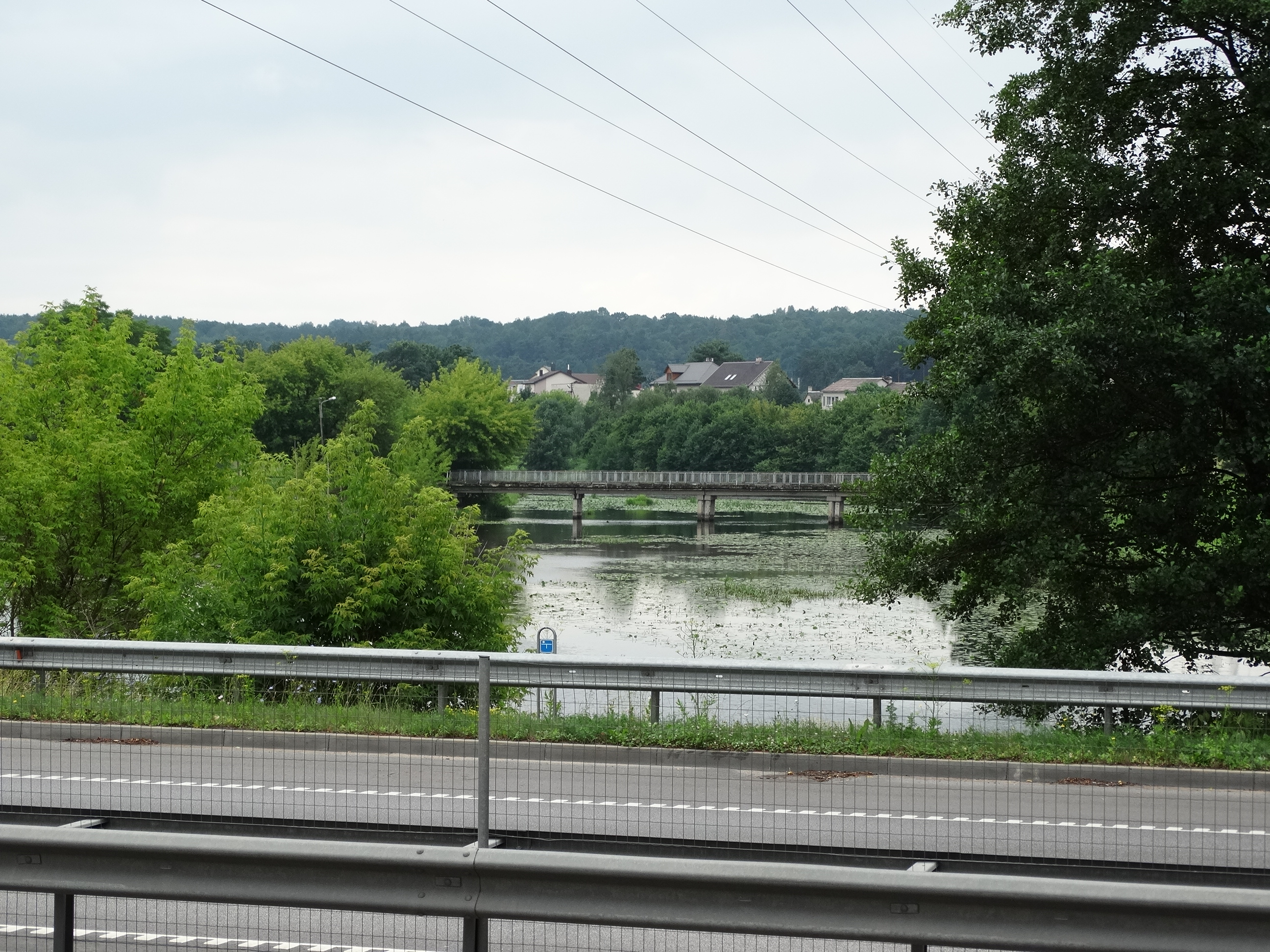
Григішкеський ставок. Попереду пішохідний міст.

## Етимологія
Назва міста походить від імені засновника паперової фабрики «Grigiškii» Грігаса Куреца. У 1923 він побудував тут паперову фабрику.

## Географічне розташування
Григішкес знаходиться в 17 км до заходу від центру Вільнюса, на лівому берегу річки Няріс на місці впадіння в неї притоки р. Воке.

## Історія
Захоронення V—VII і VIII—X століть на околицях міста вказує на те, що поселення в данній місцевості існувало здавна. У цьому місці були села Кунігішкіу, Каунас Воке, Салай-Афіндевічюс. Але в сучасному вигляді місто начало формуватися тільки із початком XX століття. Назву місцевості дав промисловець білоруського походження Грігас Курец, побудувавши тут у 1923 паперово-картонну фабрику та гідроелектростанцію з унікальною структурою - Григішкеський акведук. Крім того, канал сполучав річки Воке і Меркіс. У 1928-1930 встановлено бетонний акведук довжиною 800 м (зі збірного залізобетону).
Після Другої світової війни, у післявоєнні роки фабрика розширилася, почала швидко рости, з приїздом робітників з Білорусі та поселенням засланих (репатріантів депортованих), що поверталися з Сибіру, яким не дозволяли поселятися у Вільнюсі.
15 травня 1958 року Григішкес отримав статус поселення міського типу, також в цьому році була заснована перша школа із навчанням Литовською мовою.
За совєцьких часів Григішкеський комбінат виробляв деревно-волокнисті плити, різноманітний папір і картон.
В 1968 у Григішкесі відкрита бібліотека.
10 грудня 1996 указом президента затверджений герб Григішкеса. 9 березня 1997 герб міста освячений разом із прапором. З  19 березня 2000 (офіційно з  21 грудня 1999) Григішкес і старе місто були передані муніципалітету Вільнюса.
У Григішкеському будинку культури завжди діяло і діє багато гуртків любителів мистецтва, в діяльності яких брала і бере участь велика кількість дітей, молоді та дорослих. Колективи часто влаштовують масштабні концерти для місцевих жителів і гостей в Будинку культури, а також часто виїжджають з виступами в інші країни. Нині колективи будинку культури беруть участь у різноманітних святах, концертах, фестивалях у Литві та за кордоном.

### Адміністративно-територіальне підпорядкування
Між Першою і Другою світовою війною Григішкес підпорядкувався Віленського воєводства Польщі.
В часи радянської окупації 1940—1990 рр. Литовської РСР входив у склад Трокайського району.
Із 1995 року із відновленням Литовської Республіки, получив статус адміністративного центру Григішкеського староства, і увійшов у склад Трокайського районного самоуправління Вільнюського уїзду.
21 грудня 1999 року Григішкес (разом із Григішкеським староством) увійшов у склад Вільнюського міського самоуправління.

## Населення
| Динаміка населення з 1959 по 2010 |          |        |          |        |          |
| 1959пер.                          | 1970пер. | 1977   | 1979пер. | 1985   | 1989пер. |
| 2578                              | 5026     | 6800   | 8259     | 10 600 | 11 610   |
| 2001пер.                          | 2006     | 2007   | 2008     | 2009   | 2010     |
| 11 448                            | 11 567   | 11 518 | 11 466   | 11 432 | 11 357   |
| Гістограма динаміки населення     |          |        |          |        |          |

## Символіка
Герб міста був утверджений 10 грудня 1996 року. Прапор — 9 березня 1997 року.

## Економіка
У північній частині міста розташована паперова фабрика підприємства «Grigiškės», заснованого в 1823 році. В 1980—1985 рр. воно було величезний в Литві підприємством целюлозно-паперової промисловості. Фабрика спеціалізована під виробництво паперово-санітарної продукції, гофрованого картону та коробок, твердих і пофарбованих твердоволокнистих плит.

## Транспорт
Через місто із північного-заходу на південному-сході проходить автомагістраль A1 (Клайпеда-Каунас-Вільнюс), є частиною європейського маршруту .
Місто зв'язане 6-кілометровою залізною гілкою зі станцією Панеряй.

## Освіта та навчання
- 2 гімназії:
  - Григішкська гімназія (лит. Grigiškių gimnazija[lt]);

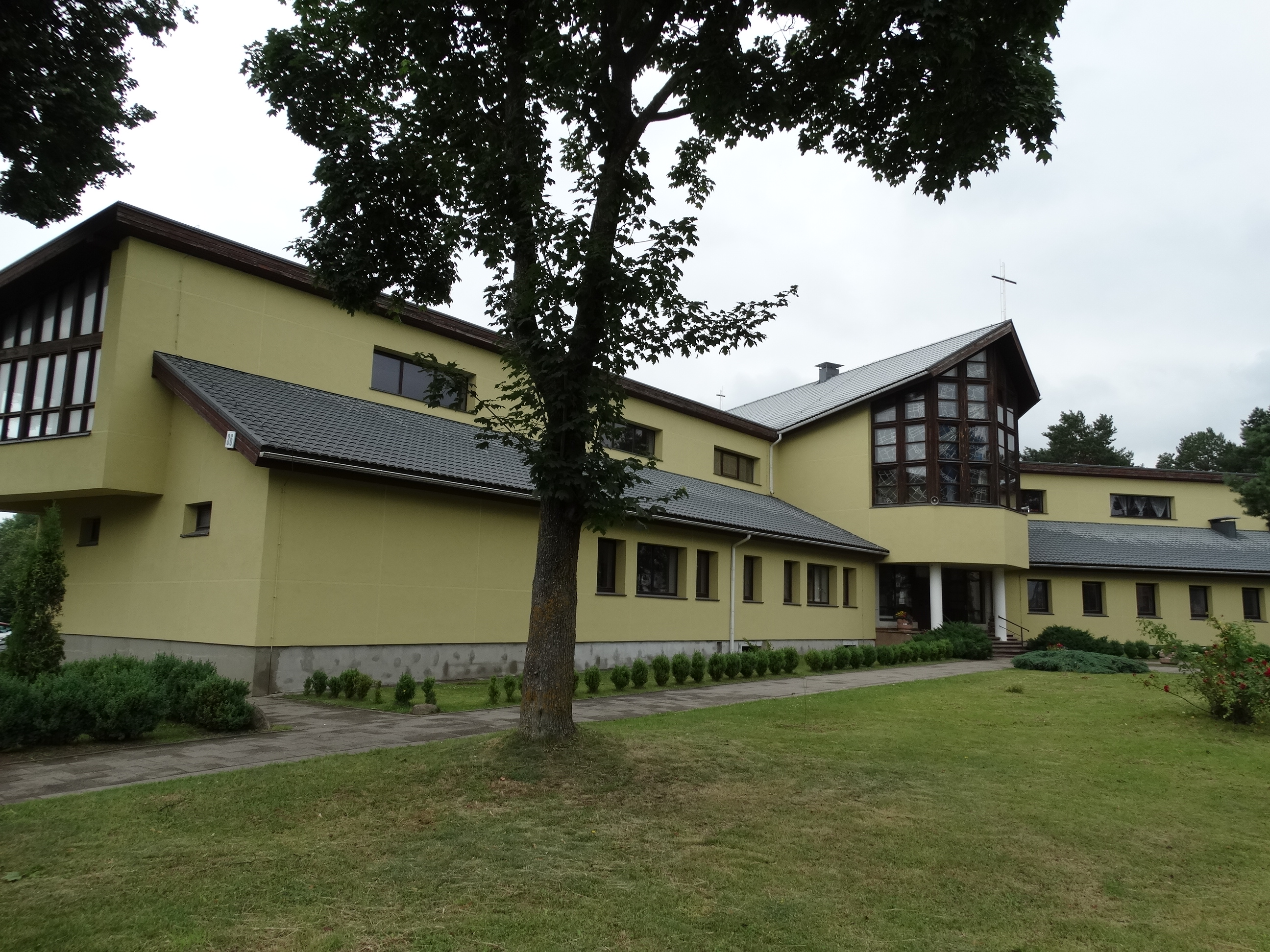
Григішкеська Каплиця Святого Духа

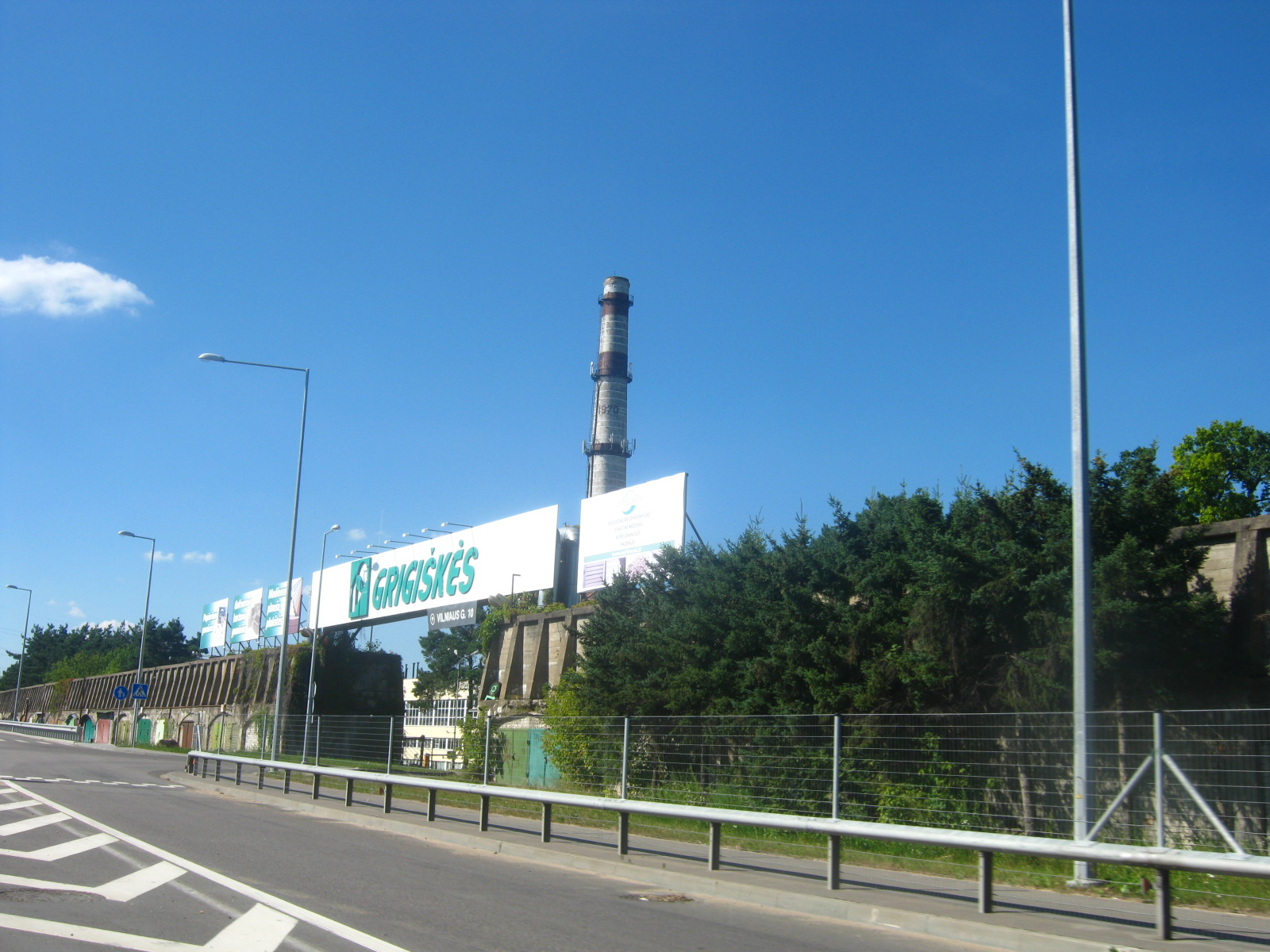
AТ «Grigiškės»

  - Григішкська гімназія «Šviesos» (лит. Grigiškių „Šviesos“ gimnazija[lt]).
- початкова школа
- школа мистецтв
- ясла-садок "Lkiukos giraitė"
- ясла-садок "Ругеліс"
- ясла-садок "Pelėdžikus"
- ДНЗ "Швієса".

Також в місті працюють навчальна школа, центр для дітей та підлітків, школа мистецтв, і три дитячих садочків:
- «Lokiuko giraitė»;
- «Rugelis»;
- «Pelėdžiukas».

## Спорт
У Григішкесі був заснований один із перших спортивних клубів у післявоєнній Литві – спортивний клуб «Григішкес». За багаторічну історію спортивного клубу до його складу входили відомі важкоатлети Литви та їх тренери, велосипедисти, існували секції з інших видів спорту (баскетбол, волейбол, легка атлетика, бокс, футбол, настільний теніс та ін.), членами яких були досягли значних успіхів у Литві та на змаганнях, що проводилися в СРСР. Спортивний клуб регулярно організовував спортивні змагання та заходи в Григішках. На даний момент клуб більше не існує.

### Футбольні клуби
- ФК «АМ Staff» ;
- ФК «Grigiškės»;
- ФК «TEC Vilnius».